# Tengerköz

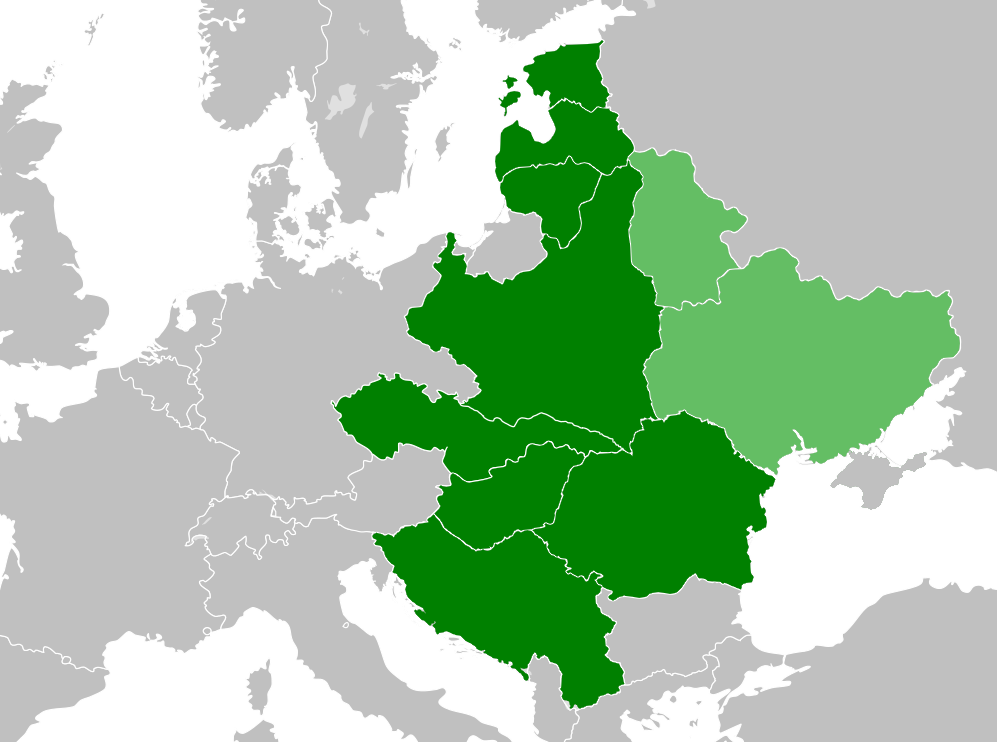
Az egyik Międzymorze-föderációs változat térképe: Világoszöld = ukrán és fehérorosz területek, melyek 1920-tól szovjet fennhatóság alá kerültek

Tengerköz, eredetileg lengyelül: Międzymorze [mʲɛnd͡zɨˈmɔʐɛ], fontosabb nyelvi változatai németül: Zwischenmeer és a nemzetközi használatra szánt latinul: Intermarium néhol Intermarum
 
egy nagyszabású politikai koncepció volt, amelyet eredetileg Józef Piłsudski marsall, a Második Lengyel Köztársaság első államfője dolgozott ki és tett közzé az 1920-as évek elején. A terv egy soknemzetiségű politikai entitás (angolul: polity) létrehozását irányozta elő, államszövetség, később szövetségi állam formájában, az első világháború után kialakult új közép-és kelet-európai kisállamok részvételével, Lengyelország irányítása alatt, a Balti-tengert a Fekete-tengerrel és az Adriai-tengerrel összekötő területsáv teljes lefedésével. 

 
A tervet az egykori Lengyel–Litván Unió területén létrejött kisállamok egyes politikusai is felkarolták.
A német és az angolszász politikai és tudományos nyelvezetben jellemzően az azonos tartalmú és jelentésű latin Intermarium (néha Intermarum) kifejezést használják. A kelet-európai országok nyelveiben jellemzőbb, hogy az eredeti lengyel Międzymorze szót, vagy ennek szláv megfelelőit használják. Pl. a 2012 márciusában Vilniusban, a Európai Bölcsészettudományi Egyetemen megtartott nemzetközi konferencia címében az Intermarum formát használták.

## Az előd: a német Mitteleuropa-terv

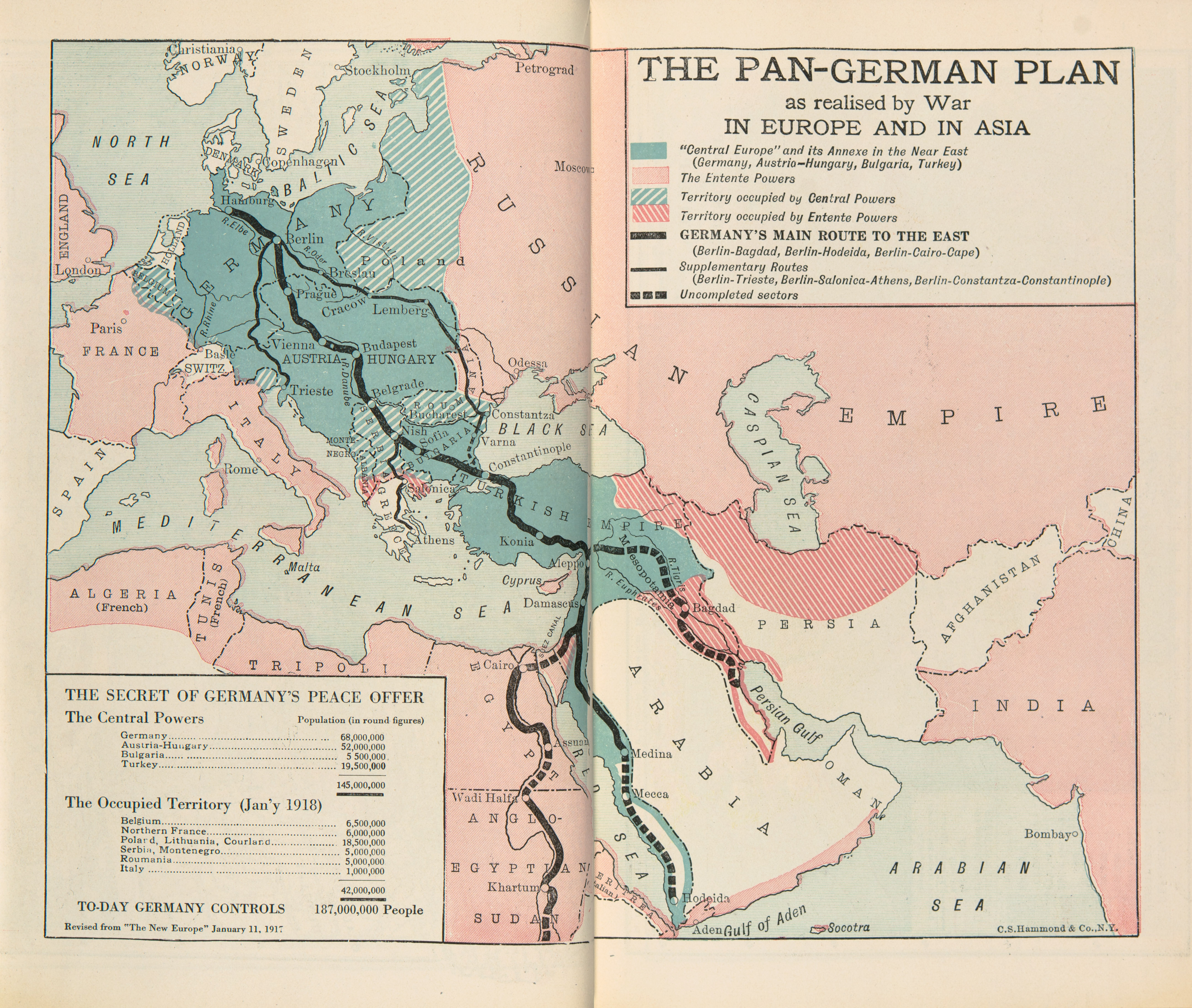
Pángermán terv (1917) egy német dominanciájú Közép-Kelet-Európára és Közel-Keletre

A Pilsudski-tervhez hasonló, azt megelőzően készült hasonló konföderációs tervek egyike volt az 1917-es német „Mitteleuropa”-terv, amely a Német Császárság dominanciájával tervezett regionális gazdasági és katonai együttműködést a Balti-tengertől a Közel-Keletig. A terv a német háborús vereség miatt ad acta került.

## A Międzymorze-terv a két világháború között

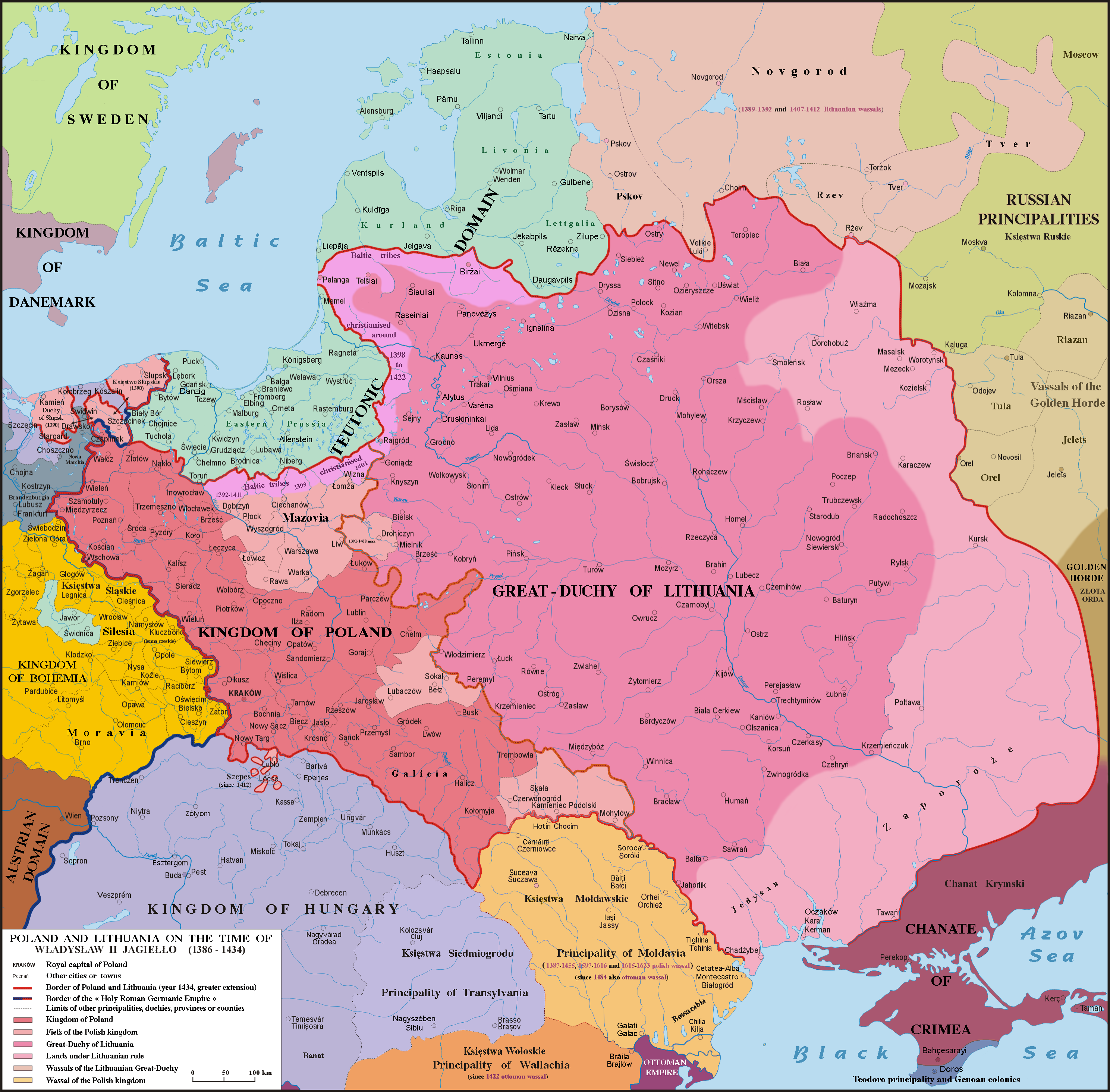
A történelmi minta: a Lengyel–Litván Unió területe (1386–1434)

Az Międzymorze (Intermarium) koncepció de facto a Lengyel–Litván Unió („Rzeczpospolita”) 18. század végi állapotában történő helyreállításának terve volt. A tervezett állam első lépésben a Második Lengyel Köztársaságot, Ukrajnát, Fehéroroszországot és Litvániát foglalta volna magában. A „projekt” későbbi bővítéséhez meghívták a Román Királyságot, a Magyar Királyságot, a Jugoszláv Királyságot, Csehszlovákiát és két balti államot, Lettországot és Észtországot, továbbá Finnországot is, akit szintén a Baltikum részének tekintettek. Az államszövetség (vagy szövetségi állam) megvalósításának szándéka mögött a mögöttes, gyakorlati elgondolás állt, hogy Kelet-Közép-Európában olyan egybefüggő, erős politikai entitást kell létrehívni, amely képes kivonni magát mind a Szovjetunió, mind a Német Birodalom befolyása alól.
Az első világháború utáni európai politikai helyzetben Piłsudski terve kevés támogatóra talált. A terv szószólói hiába „(…) hangsúlyozták, hogy az „Intermarium” nem csupán egy 16 nemzet által lakott geopolitikai terület fogalma, hanem ezen a területen minden szabad nemzet közösségének gondolata,” 
a Lengyelországgal korábban államközösségben élt nemzetiségek, az ukránok, fehéroroszok és litvánok politikusai joggal tartottak attól, hogy egy ilyen, Lengyelország által dominált államszövetségben a nem-lengyelek és különösen a nem-katolikusok másodosztályú állampolgárokká válnak. Lengyelországon belül is sokan inkább etnikailag homogén lengyel nemzetállamot kívántak. A Párizs környéki békeszerződések rendelkezései nyomán átrendezett Kelet- és Közép-Európa államai kölcsönösen ellenségnek tekintették egymást, viszonyukat megoldatlan területi és határviták határozták meg. Különösen a súlyosan megcsonkított Magyar Királyság és Bolgár Királyság követelte a revíziót, az igazságtalannak minősített államhatárok korrekcióját, a békeszerződésben kedvezményezett szomszéd államok rovására. A győztes kisállamok (a győztes antant hatalmak támogatásával) regionális szövetségeket hoztak létre – így. pl. a kisantantot, – a revíziót követelő vesztes államok bekerítésére és megfélemlítésére. Maga az új lengyel állam is a létéért küzdött, politikai és fegyveres harcot folytatott saját fennmaradása és elismertetése érdekében.
1921-ben azonban Piłsudski váratlanul katonai sikert ért el a lengyel–szovjet háborúban, és megszerezte azokat a területeket – az ún. Kresy-t, a mai Nyugat-Ukrajna, Fehéroroszország és Litvánia területén – amelyeket az 1385-ös krevai (krewói) unió révén jutottak Litvániától Lengyelországhoz, és amelyeket 1795-ben, Lengyelország harmadik felosztásakor az Orosz Birodalomnak jutottak. Ezzel megsemmisültek az ukrán politikusok reményei, akik a mai Nyugat-Ukrajna területén egy független ukrán államot szerettek volna létrehozni. A lengyel kormány és közvélemény azonban ezt a nemzetiségileg, etnikailag kevert lakosságú területet, különösen Lemberg környékét, egy lengyel nemzetállam részeként képzelte el. Ennek megfelelően a lengyelek késedelem nélkül hozzáláttak, hogy az ukrán nemzeti függetlenségi mozgalmakat elnyomják, akár katonai erő bevetésével is. A lengyel kormány és közvélemény hajthatatlan ragaszkodása a keleten meghódított területekhez megmutatta a tervezett „Międzymorze” konföderáció gyenge pontjait. Ehhez társult még a hasonlóan nacionalista érdekektől motivált litván–lengyel vita, elsősorban Vilnius (Wilno) hovatartozásáról. Ez már előrevetítette a „Międzymorze”-terv kudarcát, mivel a projekt alapfeltétele egy szilárd lengyel–litván–ukrán tengely megléte lett volna.

A lengyel birodalmi múlt: a Jagelló-ház uralma alatt álló birtokok az 1490-es években, a jelenlegi Litvánia, Fehéroroszország, Ukrajna, Lengyelország, Csehország, Szlovákia, Magyarország, Horvátország, Románia területein

Miután a lengyel–litván–ukrán (kon)föderáció megvalósításának esélye elhalványult, a lengyel vezetés újabb ötlettel állt elő: „Harmadik Európa” (Trzecia Europa) néven egy olyan közép-európai államszövetséget javasolt, amely Skandináviától Bulgáriáig, Itáliától Szovjet-Oroszország határáig ért volna. Piłsudski marsall halála (1935. május 12.) után a terv fő szószólója Józef Beck külügyminiszter lett. Az ő törekvései sem találtak azonban kedvező fogadtatásra a potenciális „tagállamok” részéről annak ellenére, hogy a Lengyel Köztársaság az 1930-as évekre már igen jó politikai kapcsolatokat épített ki több skandináviai és balkáni állammal. Éppen két igen fontos láncszem, Csehszlovákia és Litvánia utasított el minden ehhez hasonló kezdeményezést. A békeszerződésekkel létrehozott új államokban, melyek végre elérték a régóta vágyott nemzeti önrendelkezést, fellángolt a nacionalizmus. A nemzeti mozgalmak, különösen Litvániában, nem tudták elfogadni a sok nemzetiséget, sok kultúrát egyesíteni akaró Piłsudski-tervben számukra kijelölt helyet. Az Intermarum koncepciót a lengyelek nosztalgikus vágyakozásának tekintették a régi birodalmi hagyomány, a fénykornak tekintett Lengyel–Litván Unió újjáteremtésére.
A szövetségek kötésére irányuló lengyel külpolitikai erőfeszítések csak egyetlen állammal, a Román Királysággal hoztak sikert, az 1921-ben megkötött lengyel–román védelmi szövetség formájában, amely azonban 1939 őszén, Lengyelország német–szovjet lerohanásakor hasznavehetetlennek bizonyult, egyetlen eredménye volt: a lengyel kormány, sok katona és civil menekülő átjuthatott a Román Királyságba, és onnan tovább Nyugatra.

## A második világháború és a hidegháború
A második világháború előestéjén a Német Birodalom és a Szovjetunió megkötötte a német–szovjet megnemtámadási szerződést, amelyben ismét felosztották egymás között Lengyelország területét. 1939 őszén a Szovjetunió elfoglalta és bekebelezte a szerződésben neki jutó keleti lengyel területeket. 1941-ben a németek foglalták el, majd miután a német–szovjet háborúban a Vörös Hadsereg kiszorította őket a keleti frontról, a Szovjetunió ismét elfoglalta Kelet-Lengyelországot, és 1944-ben betagolta az Ukrán SzSzK-ba, a Belorusz SzSzK-ba és a Litván SzSzKba. Az Intermarium terve csaknem öt évtizedre „befagyott”, megvalósításának minden reális lehetősége megszűnt, a terv a közép-európai nosztalgikus emlékek közé süllyedt.
A hidegháború évtizedeiben az Intermarium gondolatát csak a lengyel „másként gondolkodó” hazai és emigráns („disszidens”) értelmiség tartotta életben. Róla szóló írásokat elsősorban a Párizsban 1947-től rendszeresen megjelenő lengyel–francia Kultura folyóirat hasábjain közöltek, főképpen Jerzy Giedroyc, Jerzy Stempowski és Juliusz Mieroszewski tollából. A brit-amerikai nemzetközi sajtó szkeptikusan írt a „művészek küldetéséről, Szovjet-Ukrajna felszabadítására.”

## A terv felmelegítése 1989 után
Köztes-Európa államainak különutas kooperációja, mint új lehetőség, az 1989-es forradalmak és rendszerváltozások) után merült fel ismét, elsőként a Visegrádi Négyek (1991) szorosabb politikai és gazdasági együttműködésének formájában, az államcsoport saját partikuláris érdekeit szem előtt tartva. Jugoszlávia felbomlása (1986–1992), a horvátországi háború (1991–95), boszniai háború (1992–95) és a koszovói krízis (1999) erősítette a veszélyeztetettség tudatát. Ezt a törekvést az Európai Unió igyekezett összekötni a saját Keleti Partnerség elnevezésű koncepciójával (2009). A kelet-ukrajnai háború kitörése (2014), és annak felismerése, hogy az újraéledő Oroszország politikája – egyes közép-kelet-európai tagállamok kormányainak közreműködésén keresztül – potenciális veszélyt jelenthet az EU keleti tagállamaira és a NATO keleti szárnyának működésére is. 2014–2015-re ismét megérlelődött az érintett régión belüli szoros politikai és katonai együttműködés gondolata.

## A „Három Tenger Kezdeményezés”
2016-ban Lengyelország és Horvátország kezdeményezésére életre hívták a Három Tenger Kezdeményezést (lengyelül: Trójmorze-t, nemzetközi latinos nevén Trimarium-ot), melynek lényege a Kelet- és Közép-Európai államok együttműködése az energiagazdálkodás, energiahordozók beszerzése és a közlekedési infrastruktúra területein, az Intermarium projekt példáját követve.

A kezdeményezés első konferenciáján, Dubrovnikban, a régió 12 állama tanácskozott a szorosabb együttműködésről.

Az együttműködés fő pontjai: folyékonyföldgáz-fogadó terminálok létesítése Horvátországban és Lengyelországban, a hozzájuk kapcsolódó csővezeték megépítése, továbbá egy Via Carpathia elnevezésű autópálya- és autóútrendszer, mely Litvániát kötné össze az Égei-tengerrel. Az Egyesült Államok kiemelt figyelemmel kíséri a tervet, a lengyel kormányzatra támaszkodva. A Kezdeményezés második kongresszusára, melyet 2017. július 6–7. között tartottak Varsóban, a lengyel kormány meghívására részt vett Donald Trump amerikai elnök is.

## Kapcsolódó információk
Magyar nyelven
- Komjáthy Lóránt: A V4 csak a kezdet, új szövetség alakulhat ki Nyugat és Kelet határán. körkép.sk (korkep.sk), 2017. július 9. (Hozzáférés: 2020. szeptember 18.)
- Chirmiciu András: Tengerköz amerikai hátszéllel. NyugatiJelen.com, 2020. február 19. (Hozzáférés: 2020. szeptember 18.)
- Leszek Sosnowski: A Három Tenger Közössége. Wacław Felczak Alapítvány (wfa.hu). (Hozzáférés: 2020. szeptember 18.)
- Németh Orsolya. A posztszovjet térség népei és kultúrái a lengyel tényirodalom tükrében (PhD értekezés) (pdf), Budapest: Pázmány Péter Katolikus Egyetem Bölcsészet- és Társadalomtudományi Kar, Irodalomtudományi Doktori Iskola, Szlavisztika Műhely, 170. o. (2018). Hozzáférés ideje: 2020. szeptember 18.

Angol nyelven
- Marek Jan Chodakiewicz. Intermarium: The Land between the Black and Baltic Seas. New Brunswick (NJ, USA): Transaction (2012). ISBN 978-1-4128-4774-2
- Intermarium. Online Journal. (angol nyelven). Columbia University, New York City. East Central European Center (ece.columbia.edu). (Hozzáférés: 2020. október 1.)
- Dariusz Góra-Szopiński: Trimarium is not Intermarium (angol nyelven). New Eastern Europa (neweasterneurope.eu), 2017. július 6. (Hozzáférés: 2020. szeptember 18.)
- Nick Cohen: Intermarium in the 21st Century. A new path for Europe? (angol nyelven). New Eastern Europa (neweasterneurope.eu), 2019. november 12. (Hozzáférés: 2020. szeptember 20.)
- Miloslav Rechcígl. Studies in Czechoslovak history (angol nyelven). Czechoslovak Society of Arts and Sciences in America, 282. o. (1976)

Német nyelven
- Stefan Troebst. „Intermarium” und „Vermählung mit dem Meer”: Kognitive Karten und Geschichtspolitik in Ostmitteleuropa, Geschichte und Gesellschaft, (Angol változat  »European Review of History«, 8. kötet, 2003 ) (német nyelven), 435–469. o. (2002)
- Józef Łaptos.szerk.: José M. Faraldo, Paulina Gulińska-Jurgiel, Christian Domnitz: Visionen des gemeinsamen Europas, Europa im Ostblock. Vorstellungen und Diskurse (1945–1991). Köln, Weimar, Wien: Böhlau, 317-340. o. (2008). ISBN 978-3-412-20029-9
- Leszek Żyliński.szerk.: Hans Henning Hahn: Mitteleuropa und Intermarium. Mythisches Reich und Alptraum der Geschichte – im Griff der „Großen Politik”, Deutsch-polnische Erinnerungsorte. Paderborn: Schöningh, 95–106. o. (2012). ISBN 978-3-506-77341-8
- Fritz Taubert. Mythos München; Le Mythe de Munich; The Myth of Munich (német nyelven). Oldenbourg Wissenschaftsverlag, 351. o. (2002). ISBN 978-3486566734